# VW Country Buggy

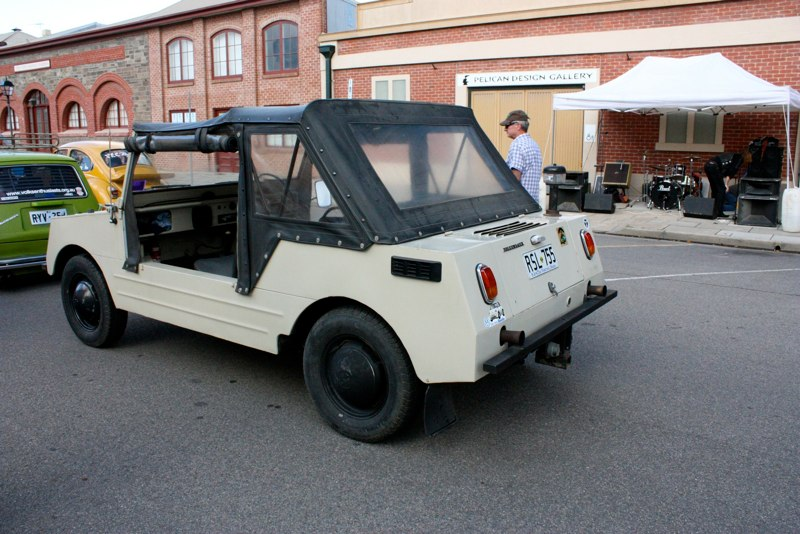
Volkswagen Country Buggy

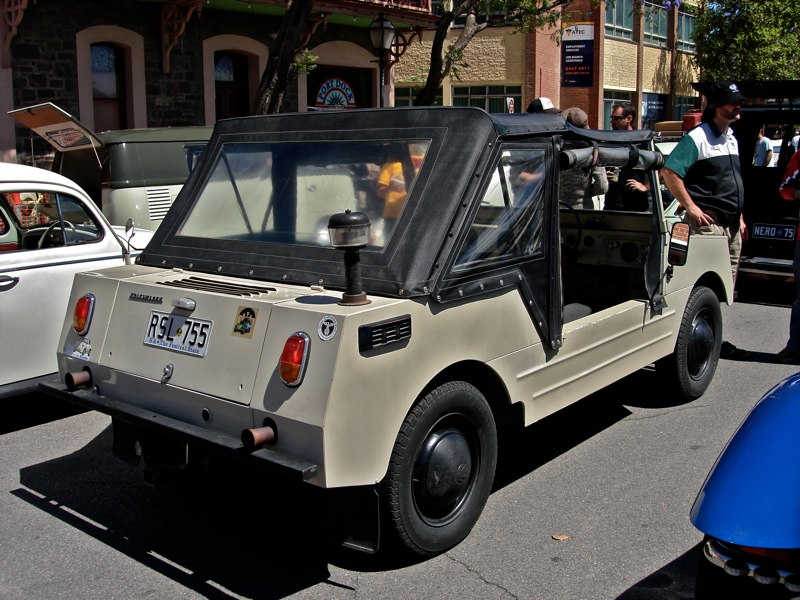
Volkswagen Country Buggy

Der VW Country Buggy war ein Buggy, der 1967–1969 von der Volkswagen Australasia Ltd. gebaut wurde. Der Country Buggy, auch als Typ 197 geführt, wurde vom geschäftsführenden Direktor der Gesellschaft, Rudi Herzmer, und dem VW-Ingenieur Cyril Harcourt für die rauen Straßenverhältnisse Australiens konstruiert und in der Fabrik in Clayton (Victoria) gebaut.
Der Country Buggy basierte auf dem Fahrgestell des in Australien gefertigten VW Käfer, von dem auch der Motor stammte. Die Vorderachse und die Hinterachse mit Getriebe und Vorgelege waren vom VW-Transporter der ersten Generation.
Ursprünglich sollte der Country Buggy ein Amphibienfahrzeug sein, aber VW erklärte sich mit diesen Plänen nicht einverstanden.
Im Juli 1967 begann die Fertigung und die Wagen wurden auf die Philippinen, nach Singapur, Neuseeland und einige andere, kleine pazifische Staaten exportiert.
Die philippinischen Country Buggy wurden als Sakbayan, eine Zusammenziehung der Wörter „Sasakyan“ (dt.: Fahrzeug) und „Bayan“ (dt.: Nation oder Land), angeboten. Im Pam-Grier-Film Black Mama, White Mama kann man etliche Country Buggy als Polizeifahrzeuge sehen. Eigentlich waren es Sakbayan, da der Film auf den Philippinen gedreht wurde.
VW Wolfsburg entwickelte den VW 181 auf Basis des australischen Modells.
Einen Country Buggy mit Stoffdach kann man deutlich in einer australischen Coca-Cola-Werbung von 1969 sehen, in der eine australische Band namens The Executives auftaucht.
Insgesamt war dem Wagen kein großer Verkaufserfolg beschieden. Frühe Exemplare litten an mangelnder Zuverlässigkeit und den späteren Markttrend zum Buggy gab es noch nicht.
Die Fertigung wurde 1969 eingestellt; 1.956 Stück wurden insgesamt gebaut. Nur wenige Country Buggy haben bis heute überlebt, aber der Sakbayan wird auf den Philippinen häufig restauriert, weil dort steigendes Interesse am originalen VW Käfer besteht.